# MVG múzeum
Az MVG múzeum a müncheni tömegközlekedési vállalat (Münchner Verkehrsgesellschaft, MVG) közlekedési múzeuma, ahol régi autóbuszok, villamosok és egyéb tömegközlekedéssel kapcsolatos dolgok tekinthetőek meg. 2007 október 28-án nyílt meg. A főpályaudvartól a 18-as villamossal közelíthető meg. Csak vasárnap van nyitva 10-től 17 óráig.

## Kiállított tárgyak
Összesen 40 régi jármű található a 4100 m²-en, továbbá régi jegyautomaták, régi munkaruhák, terepasztalok és villamos modellek is megtekinthetőek itt. Az épületben van még mozi és játszósarok a gyerekek számára.
A látogatók metrószimulátort vezethetnek és kipróbálhatják az OMSI busz-szimulátort is.

## Képek

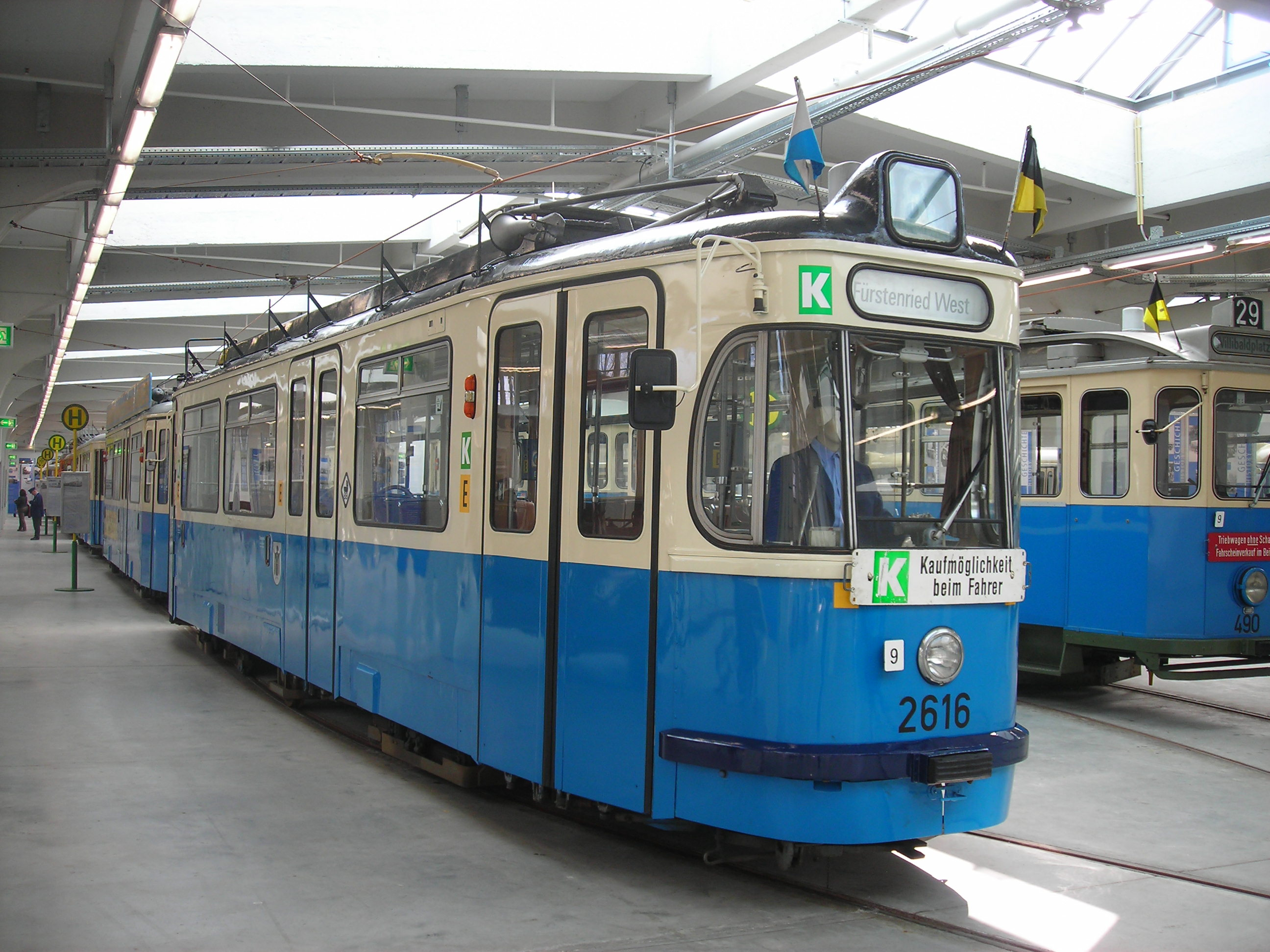
Villamos
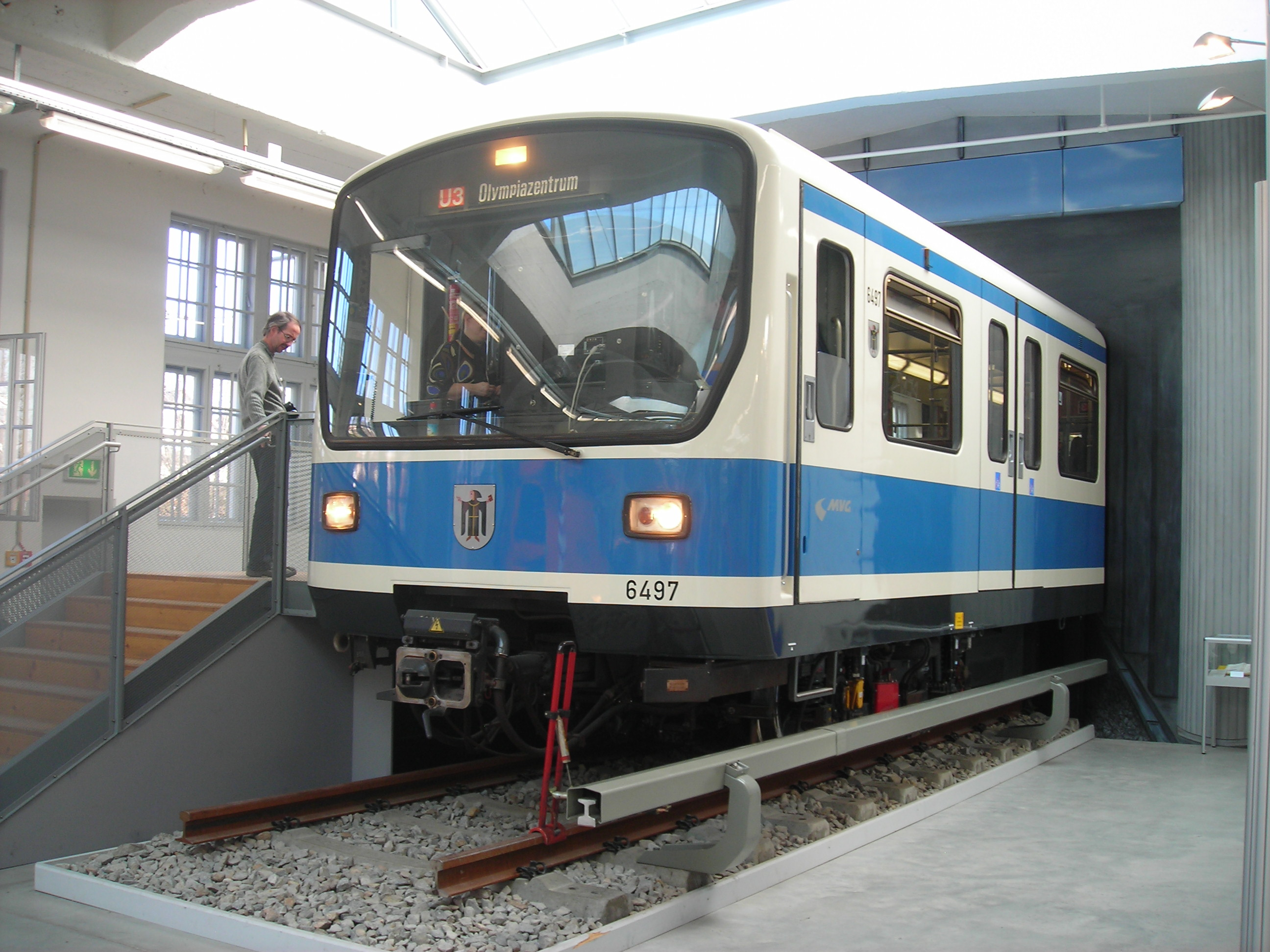
Metró
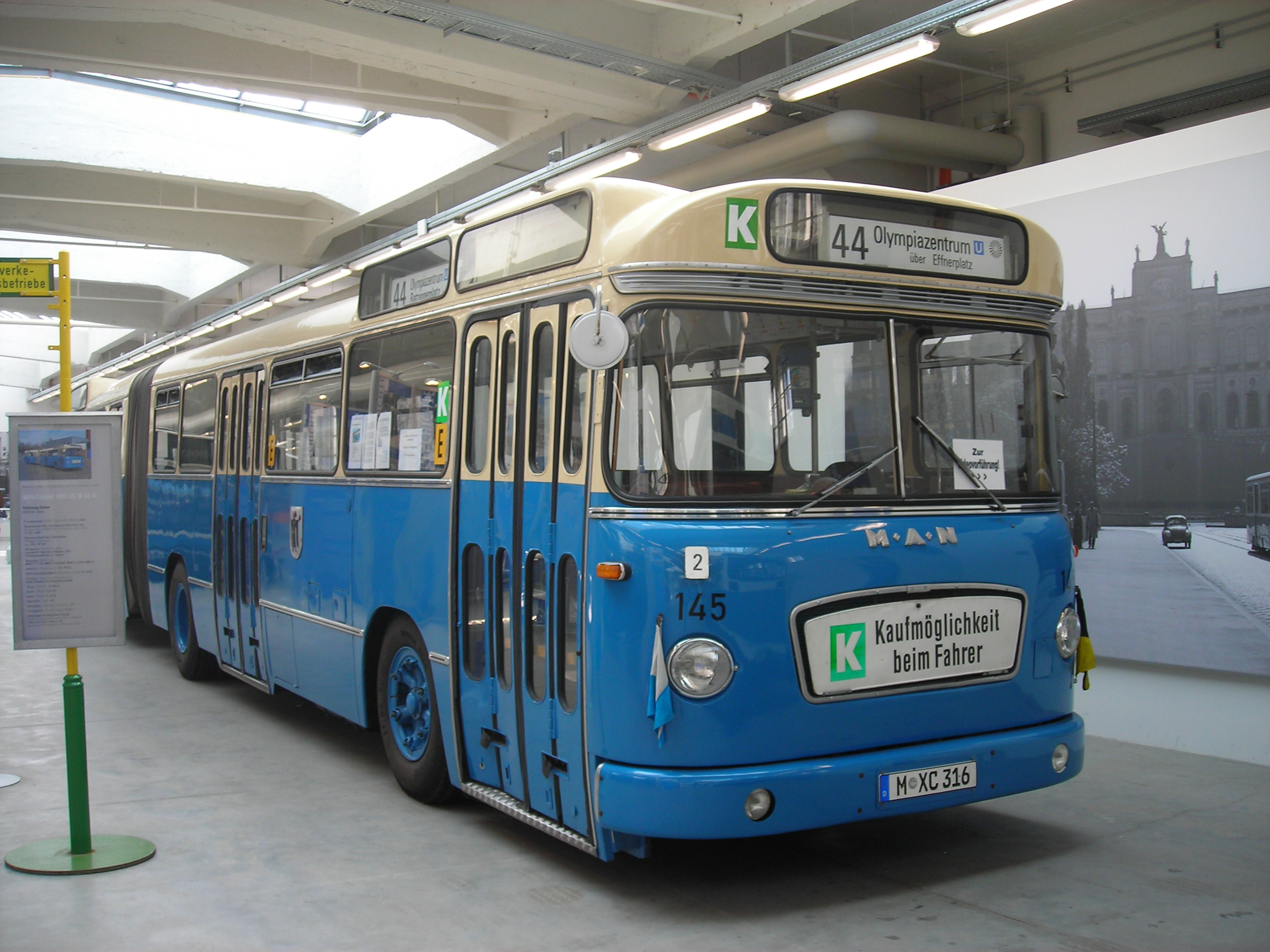
Autóbusz
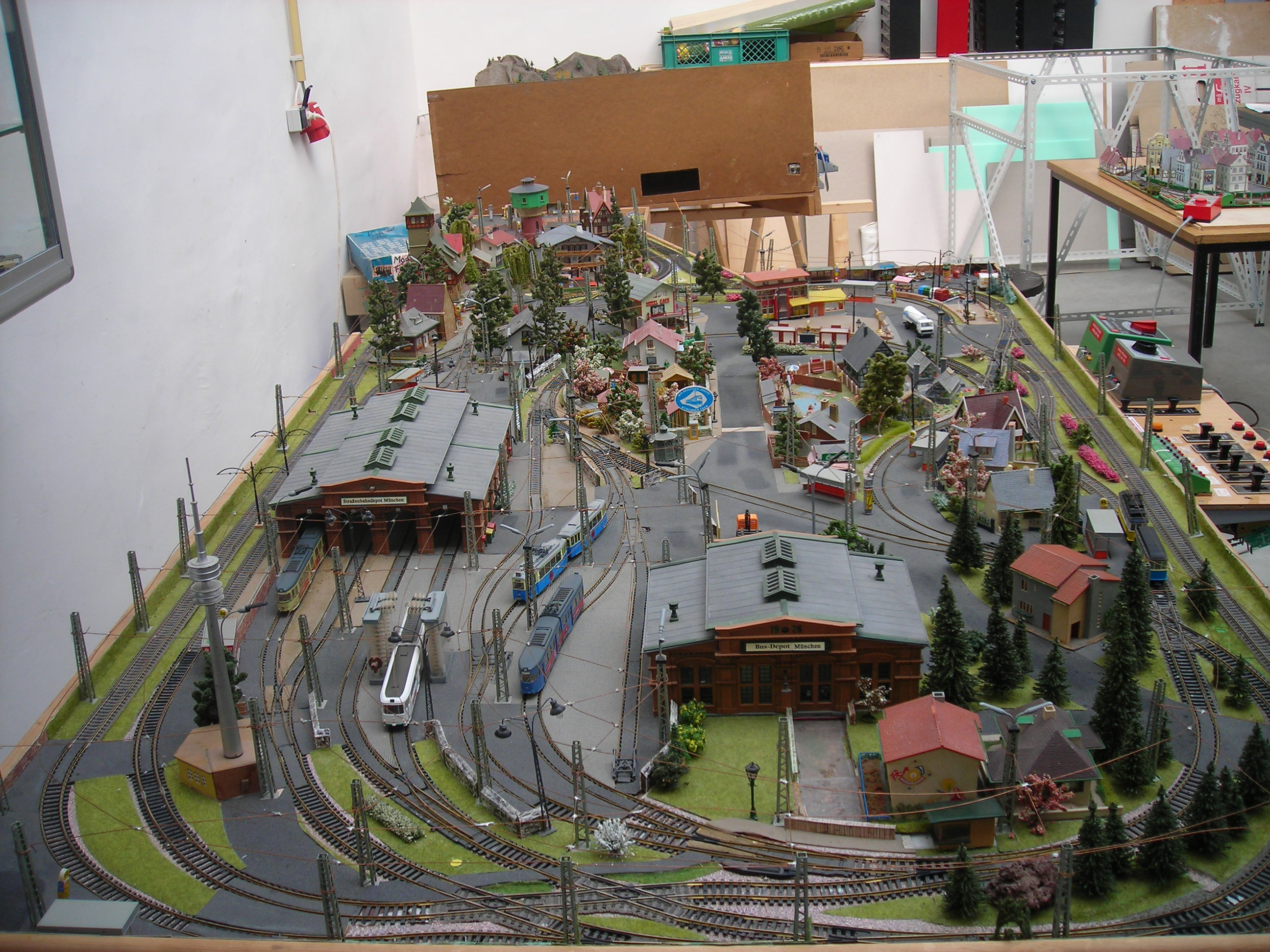
Terepasztal